# 吉川めいろ
吉川 めいろ（よしかわ めいろ、1976年4月25日 - ）は、日本の迷路クリエイター、アイソメトリックイラストレーター。
埼玉県北本市出身、埼玉県吉川市在住。男性。

## 経歴
1997年に通信機器メーカーに入社し、そこでは取扱説明書の制作を担当。2002年に千葉市内のマニュアル制作会社に入社し、テクニカルイラストレーターとしてアイソメトリックイラスト制作を担当している。
2014年、無料迷路サイト「迷路.jp」を起ち上げる。同サイトにてプログラムを使わない手作りの迷路を平日ほぼ毎日公開している。
Twitterで公開した「コラボ迷路」が話題となり、その後阪急電鉄など様々な企業の迷路イラストを手がける。
2020年3月に新聞全面広告として発表した「和田興産の迷路」が広告デザイン国際賞の「第100回 ニューヨークADC賞」でMERIT賞を受賞した。
主な仕事としてタカラトミー、ビックカメラ、三井住友銀行、BMW、江崎グリコ、浅田飴、フジパン、富士急行、ベネッセコーポレーション、ギンビス、黄金糖などの迷路イラストを制作。
ペンネームは「吉川市に住み、迷路を作っているから」という安易な理由によるものである。吉川市の広報や、市が発行するオリジナルの脳トレ問題集の表紙を手掛けるなど、市から仕事の依頼を請けることもある。

## 著書
- めいろどうぶつえん（2018年8月4日、飛鳥新社） ISBN 978-4864106009